# High Life (chanson)
Pistes de Discovery
Superheroes (7) Something About Us (9)
High Life est une chanson du groupe de musique électronique Daft Punk et est la 8ème piste de l'album Discovery.
La chanson contient un sample du morceau Break Down for Love du groupe Tavares. Le clip vidéo est un extrait du film d'animation Interstella 5555: The 5tory of the 5ecret 5tar 5ystem.